# Emily Garnier
Emily Jayne Garnier (Littleton, Colorado, Estados Unidos, 25 de julio de 1996) es una futbolista estadounidense. Juega como defensa y actualmente milita en el Chicago Red Stars de la National Women's Soccer League de Estados Unidos.

## Trayectoria
Estudió en la Escuela de Minas de Colorado, en Golden, donde se incorporó al equipo universitario de fútbol femenino, Colorado Mines Orediggers, compitiendo en la Division II de la National Collegiate Athletic Association (NCAA). Ganó tres títulos de la temporada regular de la Rocky Mountain Athletic Conference (RMAC) y tres copas del torneo RMAC. También jugó en las filas del Real Colorado durante su tiempo libre como estudiante.
En enero de 2019, Garnier se trasladó a Europa para su primera experiencia en el extranjero, fichando por el Empoli de la Serie B italiana. Desempeñándose como defensa central, debutó el 27 de enero, en la fecha 12, contra el Fortitudo Mozzecane. El Empoli terminó en el segundo lugar de la Serie B, ascendiendo a la máxima división italiana. Garnier se quedó en el club toscano también durante la temporada 2019-20, aunque el 1 de marzo de 2020 se produjo la suspensión del campeonato debido a la pandemia de COVID-19.
En julio del mismo año, la futbolista coloradina firmó con el Fortuna Hjørring de la Elitedivisionen danesa. Con el club blanquiverde debutó en la Liga de Campeones Femenina de la UEFA, disputando todos los partidos hasta los octavos de final, en los cuales las danesas fueron eliminadas por el Barcelona, futuro campeón del torneo.
En julio de 2021, regresó a Italia siendo contratada por el Napoli Femminile.

## Clubes
| Club              | País           | Año         |
| ----------------- | -------------- | ----------- |
| Empoli Ladies     | Italia         | 2019 - 2020 |
| Fortuna Hjørring  | Dinamarca      | 2020 - 2021 |
| Napoli Femminile  | Italia         | 2021 - 2022 |
| Chicago Red Stars | Estados Unidos | 2022 - Act. |